# ホアン・オラチ
ホアン・オラチ（カタルーニャ語：Joan Horrach Ripoll ジュアン・オラク・リポイ、1974年3月27日 - ）は、スペイン、マヨルカ島デイアー出身の自転車競技（ロードレース）選手。2000年にプロ転向。2004年から2008年までケス・デパーニュに在籍。2009年よりカチューシャに在籍している。

## グランツール戦績

### ツール・ド・フランス
- 2009 : 74位

### ブエルタ・ア・エスパーニャ
- 2002 : 33位
- 2003 : 28位
- 2004 : 24位
- 2005 : 26位
- 2006 : 79位
- 2007 : 29位

### ジロ・デ・イタリア
- 2005 : 37位
- 2006 : 36位、第12ステージ勝利
- 2007 : 第5ステージ不出走
- 2008 : 81位